# Iglesia de Nuestra Señora del Castillo (Muriel de Zapardiel)
La iglesia de Nuestra Señora del Castillo es un templo católico ubicado en la localidad de Muriel de Zapardiel, Provincia de Valladolid, Castilla y León, España. 
Construida entre los siglos XI y XII, y cerca de ella la torre, que se encuentra separada de la iglesia. Esto se debe a que en la Edad Media, todo este conjunto debió pertenecer a una encomienda de los templarios, y la torre era una torre vigía (de vigilancia) de carácter civil, dentro de la encomienda. se rehízo en el siglo XVI
Una maqueta a escala de este edificio se encuentra en el Parque temático Mudéjar de Olmedo.

## Galería

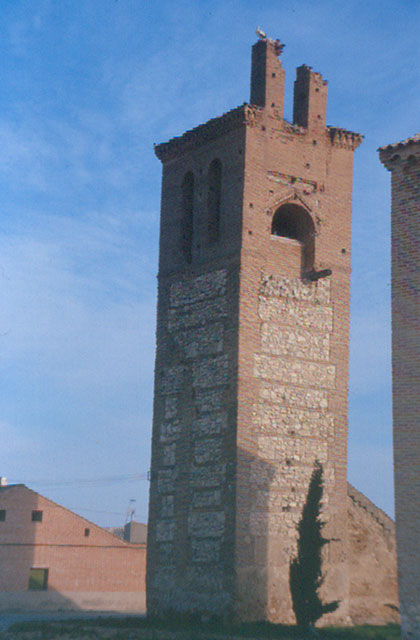
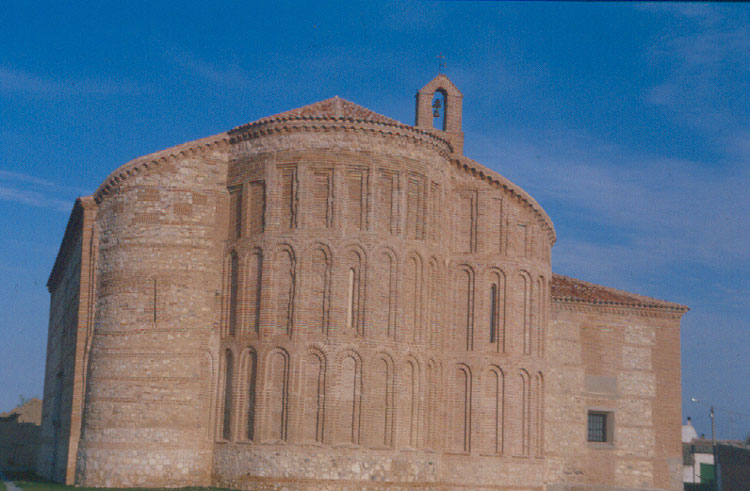
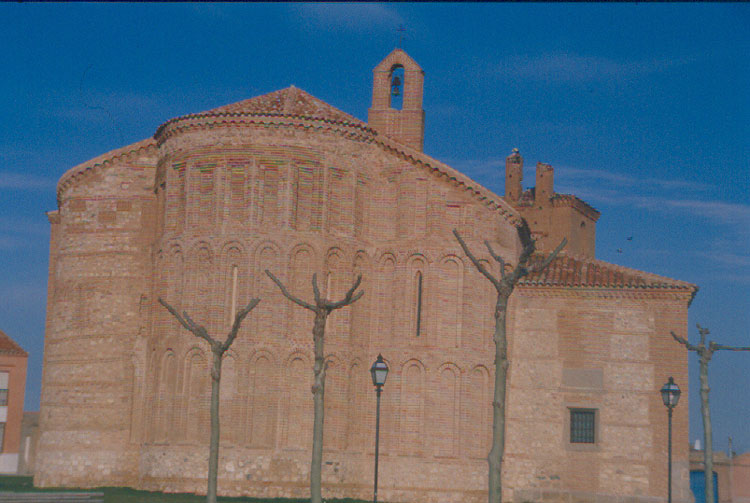